# Аменемхет II
Аменемхет II — давньоєгипетський фараон з XII династії.

## Життєпис
Був сином Сенусерта I та його старшої дружини, цариці Нефру. В останні 3 роки життя свого батька був його співправителем.
Царювання Аменемхета II не особливо багате на пам'ятники, що дійшли до наших часів. Найважливішим же пам'ятником того часу є фрагмент хроніки, вибитий на великому камені, що розповідає про події першого року його правління. Надалі, за часів Нового царства той камінь був використаний для будівництва у Мемфіс, де й був знайдений археологами. У хроніці йдеться про військову кампанію у південній Палестині та руйнування двох неназваних азійських міст. Також згадуються пожертви різним храмам та принесення данини нубійцями.

### Зовнішня політика
Завдяки зовнішній політиці, яку проводив Сенусерт I, Аменемхет II отримав у спадок потужну квітучу державу та правив практично без війн упродовж понад 30 років. Мирні відносини з колишніми традиційними ворогами дозволили Аменемхету II підійняти авторитет Єгипту на Близькому Сході. Єгипет торгував із Сирією, Месопотамією, країнами Егейського моря, установив торгові й дипломатичні відносини практично з усіма африканськими країнами, що оточували Єгипет.
Єгиптяни залишили сліди свого перебування у Рас-Шамрі, Мішріфі, Мегіддо. Там були знайдені єгипетські статуетки та скарабеї. Єгипетський сфінкс з іменем дочки Аменемхета II Іті було виявлено у сирійському місті Катні. Особливо опікувались єгиптяни сирійським портом Бібл, де правляча знать навіть залишила короткі ієрогліфічні написи зі зверненнями до єгипетських богів. Ювелірні прикраси з картушами царя з царської гробниці у Вавилоні та прикраси місцевої принцеси Іпшемуабі ідентичні до ювелірних виробів, типових для XII династії.
У Єгипті були виявлені скарби у фундаменті храму Монту в Тоді, на південь від Луксора (Фіви). Серед інших речей було знайдено чотири бронзових короби, кришки яких були розписані ієрогліфами з іменем Аменемхета II. У коробах містилась значна кількість срібних чаш з Лівану та з регіону Егейського моря, а також вавилонські циліндричні печатки й амулети з ляпіс-лазурі.
Все ті скарби, імовірно, були дипломатичними дарами чи даниною. Срібні чаші мали велику цінність, оскільки в Єгипті срібло цінувалось дорожче за золото. Багато з тих речей, судячи з шумерських написів, зображень азійських божеств і зикуратів, походять з Месопотамії, що вказує на розширення зовнішніх зв'язків Єгипту.
Про контакти з Критом через Велику Зелень (Уджі-Ур), як єгиптяни називали Середземне море, свідчать знахідки у Кноссі (включаючи велику частину статуї людини на ім'я Усер) і типова мінойська кераміка, знайдена в Єгипті поряд із стінами міста Лахун та в абідоських гробницях.
З часів правління Аменемхета II посилився притік азіатів до Єгипту. Це сталось, скоріше, завдяки торговим відносинам, ніж війнам. На одній зі стел Аменемхет II зображений стоячи у колісниці, за якою тягнеться черга полонених азіатів. На конях сидять зв'язані азійські вожді. Все частіше в Єгипті почали зустрічатись імена власні «Азіат», «Азіатка». У той же час у єгипетській мові з'являлось дедалі більше ліванських імен.
Нижня Нубія була цілковито замирена, й відтоді Аменемхет II почав експлуатацію її багатств. В Абідосі було знайдено камінь з написом, зробленим сановником Аменемхета II Се-Хатором. На пам'ятнику описано подорож, здійснено за указом царя для огляду нових земель та організації видобутку золота. При цьому Се-Хатор досягнув країни Хеха (чи Хех), що лежала дещо нижче за 2-й поріг. Він був, імовірно, першим, хто познайомився з тією країною.

### Будівництво

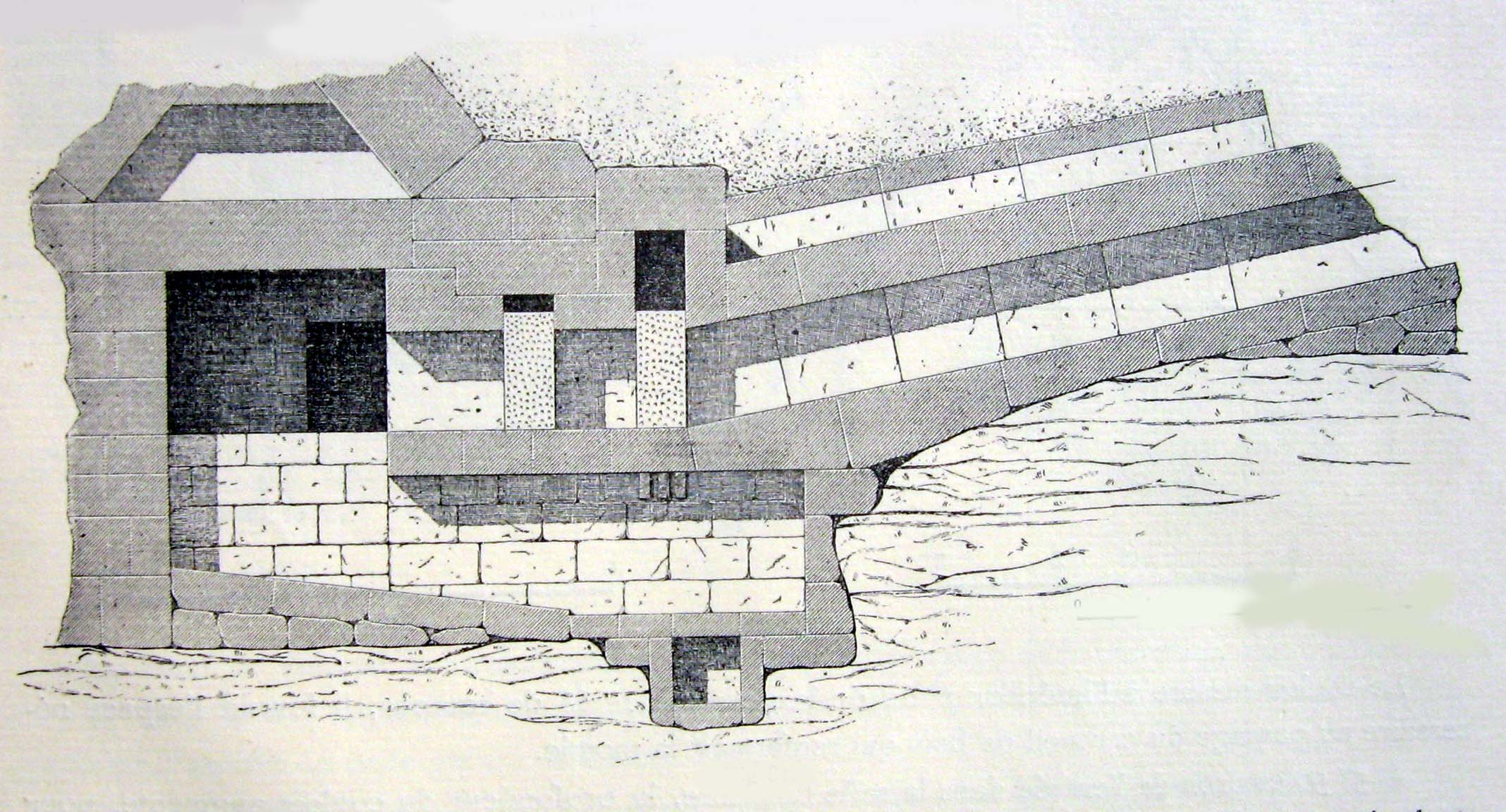
Піраміда Аменемхета II у розрізі

Про будівельну діяльність фараона відомо дуже мало. У Гермополісі він збудував браму перед місцевим храмом. З каменю хронічки відомо про його будівельні роботи у Дельті.

#### Піраміда Аменемхета
Піраміду Аменемхет II збудував у Дахшурі, на схід від червоної піраміди Снофру. Причини, що змусили фараона відмовитись від Лішта, де будували свої піраміди його батько й дід, та обрати місцем свого поховання старий некрополь засновника IV династії, залишаються невідомими.
Під час будівництва піраміди використовувався камінь, тому вона була більшою за сусідні цегляні. До поховальної камери можна потрапити через вхід на північній стороні. Вона прихована в одній з ніш просторого приміщення зі складною горизонтальною проєкцією та оздобленням з великих гранітних плит. Саркофаг зроблений з блоків пісковику та вмурований у підлогу. У гробницях царських дочок Іті й Хнуміт було відкрито один із знаменитих «Дахшурських скарбів» — прекрасні зразки ювелірного мистецтва Середнього царства.